# Mary R. Dawson

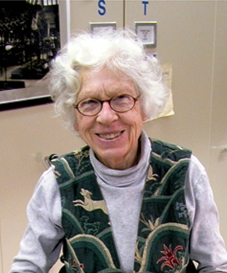
Mary R. Dawson, 2011

Mary Ruth Dawson (* 27. Februar 1931 in Highland Park, Michigan; † 29. November 2020 in Middlesex Township, Butler County, Pennsylvania) war eine US-amerikanische Wirbeltier-Paläontologin.

## Leben
Dawson studierte an der Michigan State University (Bachelor 1952) und wurde 1957 an der University of Kansas in Zoologie promoviert. Danach war sie dort Instructor für Zoologie und ab 1958 Instructor und später Assistant Professor am Smith College. Ab 1961 war sie Assistant Program Director bei der National Science Foundation und 1962/63 forschte sie an der University of Pittsburgh. 1963 wurde sie dort Assistant Curator und ab 1971 Kurator für Wirbeltier-Paläontologie am Carnegie Museum of Natural History sowie ab 1970 Adjunct Professor in der Fakultät für Geowissenschaften, der sie auch lange Zeit vorstand. 1982/83 hatte sie zwischenzeitlich den Direktorenposten (Acting Director) des Carnegie Museum of Natural History inne. Ab 2002 war sie Curator Emeritus.
Sie war auf frühe Säugetiere (Evolution von Nagetieren, Hasen, Kaninchen) spezialisiert. In den 1970er und 1980er Jahren entdeckte sie mit Kollegen in der Arktis (Ellesmere Island bei 78 Grad nördlicher Breite am Strathcona Fjord in Gesteinen der Eureka Sound Formation) in Säugetier- und Reptilienfossilien des frühen Tertiärs (Eozän vor 55 Millionen Jahren) erste Beweise auf eine Wanderung von Tieren über eine Landbrücke im Norden von Asien nach Amerika. Erste Fossilien von Wirbeltieren fand Dawson mit ihrem Kollegen Robert (Mac) West vom Milwaukee Public Museum 1975 auf Ellesmere Island und bis 1979 leitete sie drei weitere Expeditionen (insgesamt nahm sie an 11 Expeditionen zu arktischen Inseln bis 2002 teil). Damals im Eozän herrschte dort ein viel wärmeres Klima (mittlere Temperaturen 10 bis 12 Grad, statt der heutigen −20 Grad) mit Sumpflandschaften, die von großen Wasserschildkröten und Alligatoren bewohnt waren sowie zum Beispiel von Primaten, Tapiren und Brontotherien. Insbesondere die Tapir-Funde (Thuliadanta) – die nördlichsten Funde von Tapiren überhaupt- zeigten Ähnlichkeiten sowohl zu Funden aus der gleichen Zeit in Asien und Nordamerika. Diese Funde waren der Beginn einer bis heute andauernden verstärkten Erforschung der Arktis durch Wirbeltier-Paläontologen und waren auch eine weitere Stütze der Theorie der Plattentektonik, die sich erst ab den späten 1960er Jahren und Anfang der 1970er Jahre durchzusetzen begann.
2006 entdeckte sie, dass die neu entdeckte Laotische Felsenratte ein „lebendes Fossil“ ist.
1952/53 war sie Fulbright Stipendiatin. 1981 erhielt sie den Arnold Guyot Award der National Geographic Society. 2002 erhielt sie die Romer-Simpson-Medaille der Society of Vertebrate Paleontology, deren Präsidentin sie 1973/74 war und deren Ehrenmitglied sie seit 1999 ist. Sie war Mitglied der Paläontologischen Gesellschaft, der Paleontological Society, Fellow des Arctic Institute of North America und der Geological Society of America. Sie war Ehrendoktor (L.H.D) des Chatham College.
Privat hielt und züchtete sie Bernhardiner und war in leitenden Funktionen in verschiedenen Bernhardiner-Vereinen.

## Schriften
- Herausgeberin mit K. Christopher Beard Dawn of the age of mammals in Asia, Carnegie Museum of Natural History 1988.
- Herausgeber mit Hugh H. Genoways Contributions in Quaternary vertebrate paleontology: a volume in memorial to John E. Guilday, Carnegie Museum of Natural History 1984.
- mit Jason A. Lillegraven (Herausgeber) Fanfare to an uncommon paleontologist. Papers in Honor of Malcolm C. McKenna, 2004.
- Oreolagus and other Lagomorpha (Mammalia) from the Miocene of Colorado, Wyoming, and Oregon, Boulder, University of Colorado Press 1965.
- Herausgeber mit Craig C. Black Contributions in Quaternary vertebrate paleontology: a volume in memorial to John E. Guilday, Natural History Museum of Los Angeles 1989.